# 20 (album)
20 – drugi album kompilacyjny hiszpańskiej piosenkarki Pastory Soler, wydany 9 grudnia 2014 przez wytwórnię Warner Music Spain.
Płyta została wydana z okazji 20-lecia kariery artystycznej Pastory Soler. Wydawnictwo składa się z 3 płyt CD oraz DVD, na których zostały umieszczone zarówno największe przeboje piosenkarki jak i niepublikowane wcześniej utwory, a także duety z takimi artystami jak Manuel Carrasco, Malú czy El Sueño de Morfeo. Płytę promował singel „Con él”.
Album był notowany na 28. miejscu na oficjalnej hiszpańskiej liście sprzedaży.

## Lista utworów
Opracowane na podstawie materiałów źródłowych.
CD 1
1. „Con él” – 4:03
2. „Dámelo ya” – 3:51
3. „Sólo por amarte” – 4:01
4. „En mi solédad” – 4:05
5. „Corazón congelado” (Remix) – 3:49
6. „Guerra fría” – 2:55
7. „Quién” – 3:26
8. „Herida” – 3:44
9. „Café, café” – 3:28
10. „Solo tú” – 3:53
11. „Toda mi verdad” – 3:34
12. „Por si volvieras” – 3:57
13. „Lo único que sé” – 4:01
14. „Non credere” – 4:03
15. „Flor de romero” – 3:46
16. „Qué no daría yo” (Directo) – 5:29
17. „Después de todo” – 4:41
18. „Triniá” – 3:43

CD 2
1. „Bendita locura” – 3:31
2. „La mala costumbre” – 4:05
3. „Quédate conmigo” – 3:03
4. „Demasiado amor” – 3:55
5. „Yo no te pido la luna” – 4:15
6. „A ti” – 4:17
7. „Tu vida es tu vida” – 3:36
8. „Te despertaré” – 3:55
9. „Espérame” – 4:04
10. „Vive” – 3:14
11. „Conóceme” – 3:45
12. „Madre” – 3:13

CD 3
1. „La mala costumbre” (i David Bisbal) – 4:02
2. „Esta vez quiero ser yo” (i Manuel Carrasco) – 4:06
3. „…Y qué pequeña que soy yo” (i Malú) – 3:43
4. „Bandera blanca” (i David Bustamante) – 4:10
5. „Vamos” (i Vanesa Martín) – 3:29
6. „Una rosa es una rosa” (i Raphael) – 4:20
7. „Fin de semana” (i Armando Manzanero) – 3:37
8. „Dámelo ya” (i Tomasito) – 3:47
9. „Mi trocito de vida” (i David De María) – 3:57
10. „En nuestro aniversario” (i Carlos Baute) – 3:38
11. „Lo que no te dije” (i Manuel Lombo) – 4:14
12. „Nunca volverá” (i El Sueño de Morfeo) – 3:16
13. „Mariposas en la barriga” (i Martínez Ares) – 3:34
14. „Ya no te quiero” (i Jose Manuel Soto) – 4:47
15. „Solo vivo pa quererte” (i Miguel Poveda) – 5:37
16. „Te quiero te quiero” (i Augusto Algueró) – 3:24
17. „Por qué llorar” – 3:54
18. „La mirada del corazón” – 2:34
19. „Stay With Me” – 3:03

DVD
1. „Te despertaré”
2. „Vive”
3. „Quédate conmigo”
4. „Demasiado amor”
5. „La mala costumbre”
6. „Bendita locura”
7. „Solo tú”
8. „Por si volvieras”
9. „Quién”
10. „Esta vez quiero ser yo” (i Manuel Carrasco)
11. „Bandera Blanca” (i David Bustamante)
12. „Dámelo ya”
13. „En mi solédad”
14. „Corazón congelado”
15. „Guerra fría”
16. „Adoro” (i David Bisbal)
17. „Que pequeña que soy yo” (i Malú)
18. „Sólo vivo para quererte” (i Miguel Poveda)
19. Entrevista exclusiva Pastora Soler

## Pozycja na liście sprzedaży
| Kraj      | Lista sprzedaży (2014/2015) | Najwyższa pozycja |
| --------- | --------------------------- | ----------------- |
| Hiszpania | PROMUSICAE                  | 28                |